# Dolichopus demissus
Dolichopus demissus är en tvåvingeart som beskrevs av Van Duzee 1921. Dolichopus demissus ingår i släktet Dolichopus och familjen styltflugor.
Artens utbredningsområde är New Jersey. Inga underarter finns listade i Catalogue of Life.